# جونگ بو-کیونگ (جودوکار، زاده ۱۹۷۸)
جونگ بو-کیونگ (انگلیسی: Jung Bu-kyung؛ زادهٔ ۲۶ مهٔ ۱۹۷۸) جودوکار اهل کره جنوبی بود.
از افتخارات وی میتوان به کسب مدال نقره جودو وزن ۶۰- کیلوگرم در بازی‌های المپیک تابستانی ۲۰۰۰ اشاره‌کرد.